# قائمة رؤساء جزر القمر
هذه قائمة رؤساء جزر القمر منذ استقلالها عام 1975.
يسمح الدستور الجديد الذي تمت الموافقة عليه في الاستفتاء الدستوري لعام 2018 للرئيس بالترشح لفترتين متتاليتين مدة كل منهما خمس سنوات. كان في السابق وقت اتحاد جزر القمر نظام تناوب للرئاسة بين القمر الكبرى وأنجوان وموهيلي.

## القائمة
| الترتيب                                                                           | الصورة                        | الاسم (الميلاد-الوفاة)                                        | المنصب                                                                              | فترة الحكم                    | فترة الحكم                    | فترة الحكم                    | الحزب                                                     |
| الترتيب                                                                           | الصورة                        | الاسم (الميلاد-الوفاة)                                        | المنصب                                                                              | استلم المنصب                  | ترك المنصب                    | المدة                         | الحزب                                                     |
| / • جزر القمر (État Comorien)                                                     | / • جزر القمر (État Comorien) | / • جزر القمر (État Comorien)                                 | / • جزر القمر (État Comorien)                                                       | / • جزر القمر (État Comorien) | / • جزر القمر (État Comorien) | / • جزر القمر (État Comorien) | / • جزر القمر (État Comorien)                             |
| --------------------------------------------------------------------------------- | ----------------------------- | ------------------------------------------------------------- | ----------------------------------------------------------------------------------- | ----------------------------- | ----------------------------- | ----------------------------- | --------------------------------------------------------- |
| 1                                                                                 |                               | أحمد عبد الله عبد الرحمن (1989-1919)                          | رئيس الحكومة (حتى 7 يوليو 1975) حاكم الدولة                                         | 6 يوليو 1975                  | 3 أغسطس 1975                  | 28 أيام                       | الاتحاد الديمقراطي القمري                                 |
| 2                                                                                 |                               | محمد بن جعفر المسيلي (1918–1993)                              | رئيس مجلس الثورة الوطني (حتى 10 أغسطس 1975) رئيس المجلس الوطني التنفيذي             | 3 أغسطس 1975                  | 3 يناير 1976                  | 153 أيام                      | التجمع الديمقراطي لشعب جزر القمر                          |
| 3                                                                                 |                               | علي صويلح (1937–1978)                                         | حاكم الدولة (حتى 28 أكتوبر 1977) الرئيس                                             | 3 يناير 1976                  | 13 مايو 1978                  | 2 سنوات و130 أيام             | التجمع الديمقراطي لشعب جزر القمر                          |
| 4                                                                                 |                               | سعيد التوماني                                                 | رئيس الإدارة العسكرية السياسية                                                      | 13 مايو 1978                  | 23 مايو 1978                  | 10 أيام                       | مستقل                                                     |
| / • جمهورية القمر الاتحادية الإسلامية (République fédérale islamique des Comores) |                               |                                                               |                                                                                     |                               |                               |                               |                                                           |
| —                                                                                 |                               | أحمد عبد الله عبد الرحمن ومحمد أحمد (1919–1989) (1917–1984)   | الرئيس المشارك للإدارة السياسية العسكرية (حتى 22 يوليو 1978) الرئيس المشارك للإدارة | 23 مايو 1978                  | 3 أكتوبر 1978                 | 133 أيام                      | الاتحاد الديمقراطي القمري                                 |
| (1)                                                                               |                               | أحمد عبد الله عبد الرحمن (1989-1919)                          | رئيس الإدارة (حتى 25 أكتوبر 1978) الرئيس                                            | 3 أكتوبر 1978                 | 26 نوفمبر 1989                | 11 سنوات و54 أيام             | الاتحاد الديمقراطي القمري                                 |
| —                                                                                 |                               | سعيد محمد جوهر (1919–2006) بالوكالة                           | قائم بأعمال الرئيس                                                                  | 26 نوفمبر 1989                | 20 مارس 1990                  | 113 أيام                      | الاتحاد الديمقراطي القمري                                 |
| 5                                                                                 |                               | سعيد محمد جوهر (1919–2006)                                    | الرئيس                                                                              | 20 مارس 1990                  | 29 سبتمبر 1995                | 5 سنوات و193 أيام             | اتحاد جزر القمر من أجل التقدم                             |
| 6                                                                                 |                               | كومبو أيوب (1952-2010)                                        | منسق اللجنة العسكرية الانتقالية                                                     | 29 سبتمبر 1995                | 2 أكتوبر 1995                 | 3 أيام                        | عسكري                                                     |
| —                                                                                 |                               | محمد تقي عبد الكريم وسعيد علي كمال (1936–1998) (?–?) بالوكالة | قائم بأعمال الرئيس                                                                  | 2 أكتوبر 1995                 | 5 أكتوبر 1995                 | 3 أيام                        | الاتحاد الوطني من أجل الديمقراطيةحزب الوحدة والأخوة للجزر |
| —                                                                                 |                               | كعبي اليشروت محمد (مواليد 1949) بالوكالة                      | رئيس مؤقت                                                                           | 5 أكتوبر 1995                 | 26 يناير 1996                 | 113 أيام                      | التجمع للديمقراطية والتجديد                               |
| (5)                                                                               |                               | سعيد محمد جوهر (1919–2006)                                    | الرئيس                                                                              | 26 يناير 1996                 | 25 مارس 1996                  | 59 أيام                       | التجمع للديمقراطية والتجديد                               |
| 6                                                                                 |                               | محمد تقي عبد الكريم (1936-1998)                               | الرئيس                                                                              | 25 مارس 1996                  | 6 نوفمبر 1998                 | 2 سنوات و226 أيام             | التجمع للديمقراطية والتجديد                               |
| —                                                                                 |                               | تاج الدين مسعود (1933-2004) بالوكالة                          | رئيس مؤقت                                                                           | 6 نوفمبر 1998                 | 30 أبريل 1999                 | 175 أيام                      | مستقل                                                     |
| (7)                                                                               |                               | غزالي عثماني (ولد 1959)                                       | رئيس أركان الجيش الوطني للتنمية الوطنية (حتى 6 مايو 1999) حاكم الدولة               | 30 أبريل 1999                 | 23 ديسمبر 2001                | 2 سنوات و237 أيام             | عسكري                                                     |
| • الاتحاد القمري (Union des Comores) / (dzima wa Komori)                          |                               |                                                               |                                                                                     |                               |                               |                               |                                                           |
| (7)                                                                               |                               | غزالي عثماني (ولد 1959)                                       | حاكم الدولة                                                                         | 23 ديسمبر 2001                | 21 يناير 2002                 | 29 أيام                       | عسكري                                                     |
| —                                                                                 |                               | حمادة ماضي (ولد 1965) بالوكالة                                | الرئيس المؤقت                                                                       | 21 يناير 2002                 | 26 مايو 2002                  | 125 أيام                      | الحزب الجمهوري                                            |
| (7)                                                                               |                               | غزالي عثماني (ولد 1959)                                       | الرئيس                                                                              | 26 مايو 2002                  | 26 مايو 2006                  | 4 سنوات و0 أيام               | مؤتمر تجديد جزر القمر                                     |
| 8                                                                                 |                               | أحمد سامبي (ولد 1958)                                         | الرئيس                                                                              | 26 مايو 2006                  | 26 مايو 2011                  | 5 سنوات و0 أيام               | الجبهة الوطنية للعدالة                                    |
| 9                                                                                 |                               | إكليل ظنين (ولد 1962)                                         | الرئيس                                                                              | 26 مايو 2011                  | 26 مايو 2016                  | 5 سنوات و0 أيام               | الجبهة الوطنية للعدالة                                    |
| (7)                                                                               |                               | غزالي عثماني (ولد 1959)                                       | الرئيس                                                                              | 26 مايو 2016                  | 3 فبراير 2019                 | 2 سنوات و253 أيام             | مؤتمر تجديد جزر القمر                                     |
| —                                                                                 |                               | مستدروين عبده (ولد 1969) بالوكالة                             | الرئيس المؤقت                                                                       | 3 فبراير 2019                 | 26 مايو 2019                  | 112 أيام                      | مؤتمر تجديد جزر القمر                                     |
| (7)                                                                               |                               | غزالي عثماني (ولد 1959)                                       | الرئيس                                                                              | 26 مايو 2019                  | في المنصب                     | 6 سنوات و60 أيام              | مؤتمر تجديد جزر القمر                                     |

## الخلافة
تنص المادة 58 من دستور جزر القمر على أنه في حالة الغياب المطلق لرئيس جمهورية يجب أن يحدث ما يلي:
- إذا حدث الغياب (الموت، الاستقالة، إلخ) خلال 900 يوم الأولى من الولاية، يختار الوزراء وأعضاء الحكومة الآخرون من بين الوزراء «وزيرًا رئيسيًا» ليكون رئيسًا مؤقتًا. ويدعى الانتخابات في غضون 60 يومًا على الأقل بعد غياب الرئيس؛ سيكون الشخص الذي يفوز في تلك الانتخابات رئيسًا لما تبقى من فترة الرئاسة الأصلية البالغة خمس سنوات.
- إذا حدث الغياب بعد 900 يوم الأولى من الولاية، فإن حاكم جزيرة الرئيس يتولى الرئاسة حتى نهاية الولاية الرئاسية الأصلية التي مدتها خمس سنوات، وعندها تُجرى انتخابات منتظمة.